# Phintella arenicolor
Phintella arenicolor är en spindelart som först beskrevs av Grube 1861.  Phintella arenicolor ingår i släktet Phintella och familjen hoppspindlar. Inga underarter finns listade i Catalogue of Life.